# 北極教会
北極教会（ほっきょくきょうかい、ノルウェー語: Ishavskatedralen, 英語: The Arctic Cathedral）は、ノルウェー北部の都市、トロムソにある教会である。北極圏に位置する。
トロムスダーレン教会（トロムスダーレンきょうかい、ノルウェー語: Tromsdalen kirke, 英語: Tromsdalen Church）、トロムソダーレン教会、北極海の聖堂とも呼ばれる。

## 概要

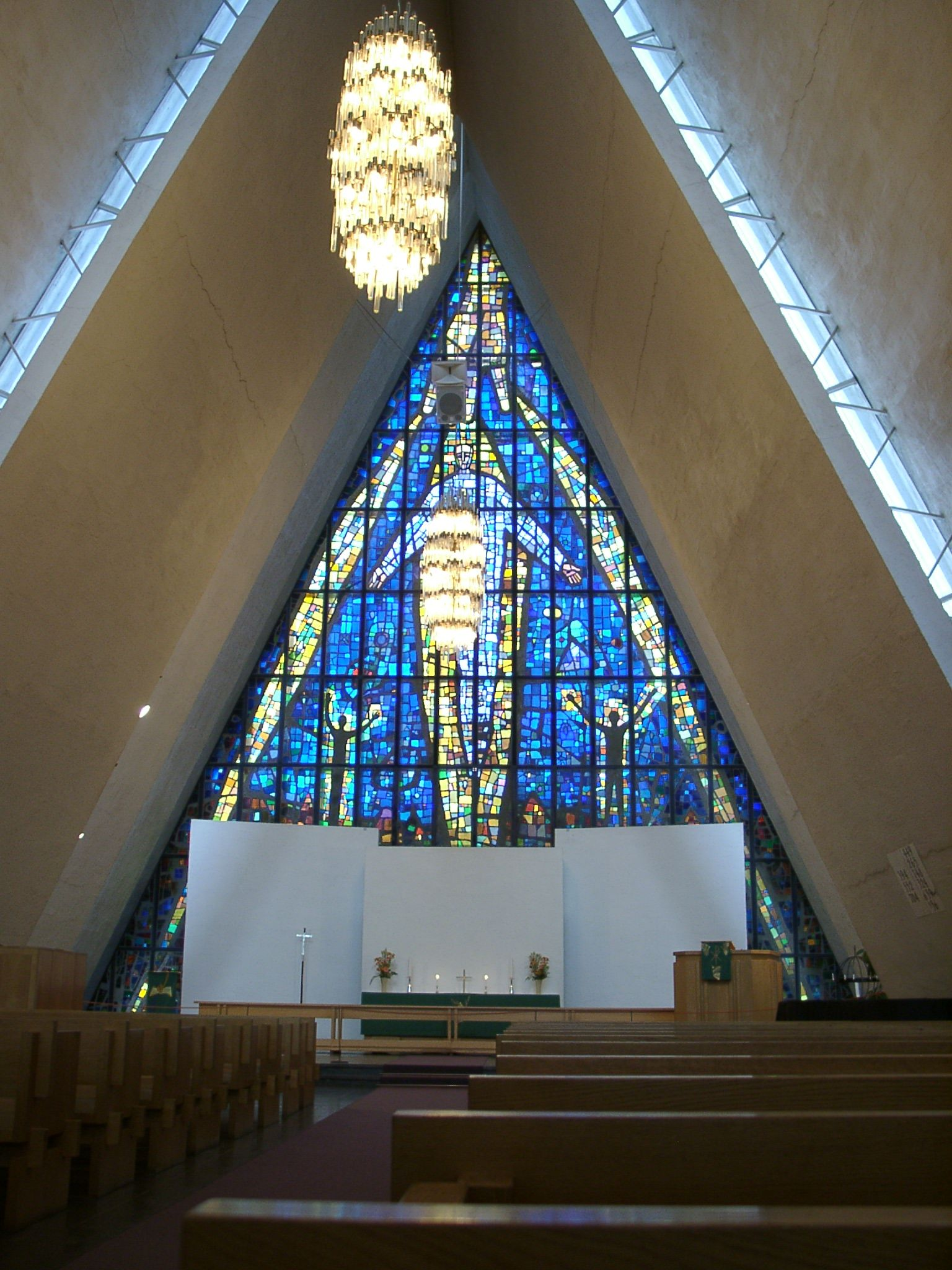
教会の内部

トロムソは、街の中心があるトロムソイヤ島 (en:Tromsøya) と、ノルウェー本土のトロムスダーレン (en:Tromsdalen) で構成されており、この2つを長さ1,036メートルのトロムソ橋が結んでいる。北極教会は、この橋の本土側に位置する。
教会は、1965年に建造された。ノルウェー人の建築家、ヤン・インゲ・ホーヴィ (no:Jan Inge Hovig) によって設計されたもので、三角形の白い建物であり、オーロラやトロムソの冬をモチーフにしてデザインされている。
建物の西側の面には、ガラスが用いられている。東側の面は、1972年以降、ステンドグラスが採用されている。ステンドグラスは、イエス・キリストの復活がテーマになっており、キリストや3つの方向に放たれた光などが描かれている。高さ23メートル、面積140平方メートルの三角形をしたステンドグラスは、ヨーロッパ最大級の大きさをもつ。夏季にミッドナイトコンサートが開催されることでも知られている。

## 周辺
北極教会の南側には、421メートルの標高をもつストールスタイネン山 (Storsteinen) がある。トロムソ橋のトロムソイヤ島側には、トロムソ・ルーテル教会 (no:Tromsø domkirke) の他、水族館のポラリア などがある。